# Umkhonto (missile)
L'Umkhonto ("lancia" in Zulu) è una famiglia sudafricana di moderni missili terra-aria (SAM) di lancio verticale (VLS) a corto e medio raggio, fabbricati dalla Denel Dynamics sudafricana (precedentemente nota come Kentron). Il missile e i sottosistemi associati sono forniti come gruppo missilistico per una facile integrazione nelle suite di combattimento navale o nei sistemi di difesa aerea a terra.
Umkhonto è stato progettato per contrastare una vasta gamma di minacce disperse nell'aria, come ad esempio: aerei da combattimento multipli (ala fissa o elicottero), missili anti-nave, missili anti-radiazione, UAV e droni, nonché missili da crociera supersonici. In combinazione con un moderno sistema di difesa aerea e binari di sorveglianza multi-funzione e radar di guida, il sistema missilistico Umkhonto ha la capacità di impegnare simultaneamente più bersagli durante gli attacchi di saturazione.
Umkhonto è disponibile in tre varianti, uno con homing a infrarossi a corto raggio ( Umkhonto-IR ), un secondo con homing a infrarossi a medio raggio ( Umkhonto-ER-IR ) e una versione di homing radar oltre il raggio visivo o BVR, Beyond Visual Range ( Umkhonto-R ).
Lo sviluppo del sistema è iniziato nel 1993, dopo la mancata introduzione in servizio e commercializzazione del SAM a corto raggio ZA-HVM (insieme allo ZA-35). I primi test del sistema terrestre sono stati completati nel luglio 2005 e il sistema è stato giudicato qualificato a terra. I test includevano l'uso di droni subsonici target Denel Dynamics Skua dotati di sensori di telemetria. I voli di prova hanno volato diversi profili di traiettoria, tra cui volo basso, ''walking'' ed esercizio di azioni evasive di rotta di collisione.

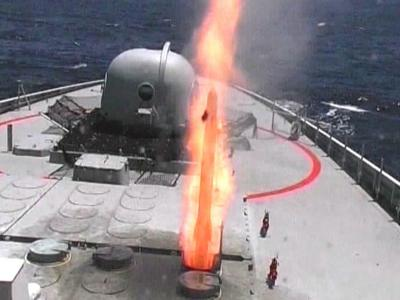
Un missile Umkhonto-IR lanciato da una fregata di classe Valor sudafricana

Il primo successo del lancio da una nave fu effettuato a bordo della fregata SAS Amatola della classe Valor della Marina sudafricana il 23 novembre 2005. Il missile fu lanciato su un drone bersaglio subsonico Denel Skua vicino a Cape Agulhas. Il lancio dei test è stato ripetuto una settimana dopo. Invece di una testata, i missili erano dotati di unità di trasmissione dati di telemetria. Secondo la telemetria, entrambi i test sono stati valutati come centri.

## Design

### Blocco Umkhonto-IR 1
Progettato per la difesa a tutto tondo contro attacchi aerei simultanei da più bersagli, il missile Umkhonto-IR è il primo missile terra-aria a infrarossi lanciato in direzione verticale, anche il primo missile a ricerca di raggi infrarossi che utilizza il lock-on-after-launch. Al momento del lancio, il missile vola verso un punto di blocco, seguendo le istruzioni del sistema di navigazione inerziale a bordo. Il missile attiva quindi il suo cercatore IR a due colori (variante del cercatore di U-Darter AAM) e si blocca. Gli aggiornamenti del bersaglio vengono ricevuti tramite collegamento dati, consentendo al missile di contrastare manovre evasive da parte del bersaglio.
L'Umkhonto ha una serie di alette di controllo aerodinamiche montate sulla coda, oltre a palette di spinta vettoriale nell'ugello del motore (simile a A-Darter AAM di Denel), che consente manovre di 40 g. Il radar di controllo del fuoco 3-D del sistema consente l'impegno simultaneo di otto bersagli per la versione navale. Il missile utilizza un propellente a bassa emissione di fumo per evitare il rilevamento. Nel luglio 2005 è stato testato con successo in vari scenari contro un drone Skua prodotto da Denel.
Il contenitore sigillato ha una forma cilindrica. Durante l'avvio, i gas reattivi vengono riflessi dal fondo del contenitore e vanno dritti verso l'alto tra le pareti del contenitore e il corpo del razzo. Dopo aver avviato il contenitore utilizzato per ricaricare rimosso e sostituito con un contenitore caricato. Il ricaricamento del lanciatore viene effettuato sulla base o in un mare calmo usando una nave ausiliaria. L'elevata affidabilità si ottiene attraverso l'hardware di autotest incorporato che fornisce il costo minimo del personale di manutenzione.
Il sistema è costituito da moduli che iniziano con missili in scatole di lancio, pannello di controllo, controller di sistema (computer di controllo e controllo dell'interfaccia del sistema di controllo), controller di sequenza di avvio (uno per ogni quattro missili), telecomando del trasmettitore, stazione dell'antenna e il sistema di raffreddamento di il sensore a infrarossi prima di iniziare.

### Blocco Umkhonto-IR 2
Questa variante dell'IR Umkhonto è stata recentemente sviluppata in collaborazione con la Marina finlandese. Ha un algoritmo più avanzato per la testata di ricerca per la differenziazione tra il bersaglio e il rumore di fondo (clutter) che si trova spesso nel Golfo di Botnia e intorno all'arcipelago baltico. A causa del miglioramento della testa del ricercatore, la versione più recente ha un percorso di volo più efficiente, consentendo un aumento della gamma di 3 km (1,9 mi)  ; una nuova gamma massima di 15 km (9,3 mi). L'attuale limite di volo è 8 km (5,0 mi).
Denel Dynamics ha dichiarato la sua intenzione di terminare la produzione del missile Block 1 e continuare con la produzione della versione Block 2 del missile, come parte del percorso di crescita complessivo del missile.
Una versione a raggio esteso della variante Block 2 di Umkhonto-IR è stata testata nell'ottobre 2013. Durante la dimostrazione, tre missili hanno distrutto con successo sistemi aerei bersaglio a basso costo (LOCATS - forniti dall'esercito sudafricano), due a 15   km e uno a 20   km. Gli obiettivi sono stati lanciati dal Denel Overberg Test Range e sono volati in mare prima di girare sulla terraferma su un percorso ellittico. I test di tiro a terra riusciti hanno dimostrato che la portata dell'Umkhonto può essere estesa a 20   km lasciando invariate le dimensioni fisiche del missile. Il test faceva anche parte dello sviluppo di un sistema mobile a terra per l'esercito sudafricano.

### Sistema di lancio a terra Umkhonto

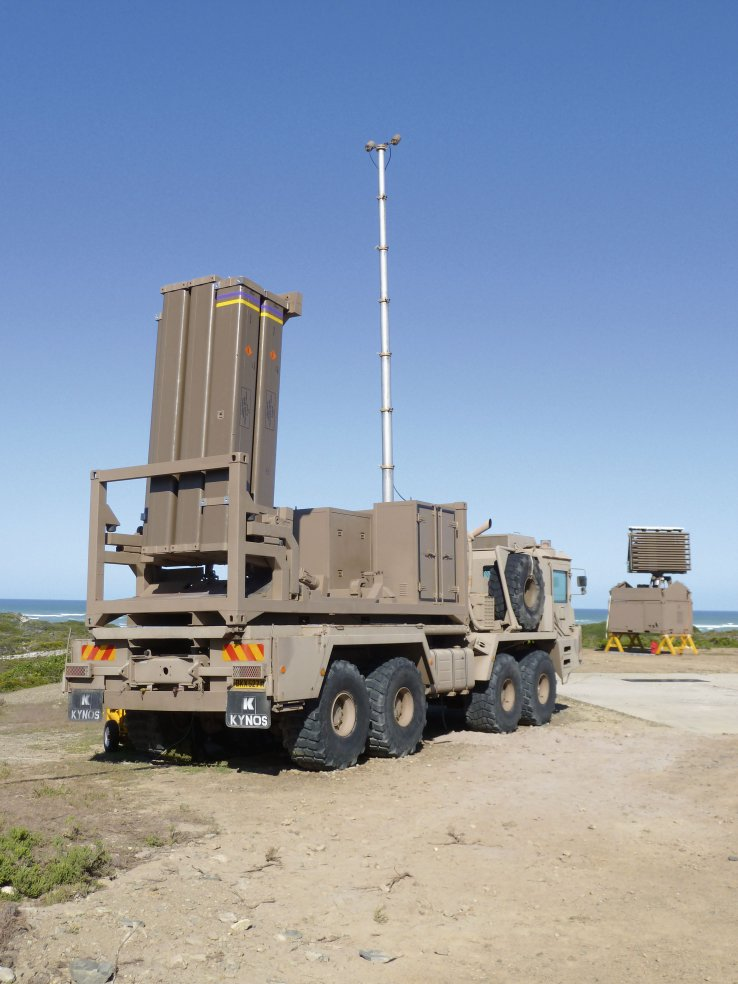
Un sistema di lancio a terra Umkhonto montato su camion, insieme a un radar 3D dual band Reutech RSR 320 / DBR XL

I test condotti nel 2013 presso il Denel Overberg Test Range sono stati condotti principalmente per testare una versione a raggio esteso del missile Umkhonto Block 2, ma è stata anche un'opportunità per testare le capacità del Denel Umkhonto Ground-based Launcher (GBL). Questo sistema è stato sviluppato per fornire all'esercito sudafricano un sistema di difesa aerea a corto e medio raggio, in grado di affrontare le minacce aeree ad alta velocità nell'ambito del progetto di fase II del sistema di difesa aerea a terra dell'esercito (GBADS II).
Umkhonto Ground-based Launcher (GBL) è un sistema di lancio verticale missile terra-aria versatile, compatto e mobile (VLS) che fornisce una difesa a 360 ° contro attacchi aerei simultanei da missili e aerei. Il concetto di lanciatore terrestre è simile all'applicazione navale. Funziona autonomamente per lunghi periodi con un fabbisogno di rifornimento relativamente basso. È specificamente progettato per lanciare la gamma di missili Umkhonto usando il principio di homing (guida sul bersaglio) designato.
Il GBL è fornito come sistema autonomo per una facile integrazione in sistemi di difesa aerea terrestri e navali più grandi e può anche essere utilizzato come sistema montato su un veicolo. È trasportabile via terra, mare e aereo (trasporto aereo con velivoli da trasporto o elicotteri). Il design del sistema consente un rapido accampamento / decampamento grazie alle sue capacità altamente mobili e autonome.
Il programma di avvio viene distribuito su un veicolo o come sistema autonomo ed è collegato a un centro di comando e controllo tramite collegamenti radio, cablati o in fibra ottica. È dotato di 8 tubi di lancio ricaricabili che consentono un rapido ricaricamento del sistema. Il sistema non richiede una linea di mira visuale con un bersaglio a causa del suo uso di un sistema di lancio verticale.

### Umkhonto-ER-IR
Denel Dynamics sta sviluppando una variante Umkhonto-IR a raggio esteso con un raggio superiore a 20 km (12 mi) con un motore più grande che estende la gamma a oltre 30 km (19 mi).

### Umkhonto-R
Sono in fase di sviluppo ulteriori versioni della gamma estesa (Umkhonto-R). Saranno caratterizzati da un lanciarazzi e un veicolo di ricerca radar.
La gamma della versione con guida radar è estesa a oltre 60 km (37 mi) e ha una quota massima operativa superiore di oltre 15 000 m (49 000 ft). Sono anche 65 kg (143 lb) più pesante e 98 cm (39 in) più lungo della variante Umkhonto-IR. Denel Dynamics è in trattativa con la Marina brasiliana per lo sviluppo congiunto del missile.

## Utenti
Finlandia

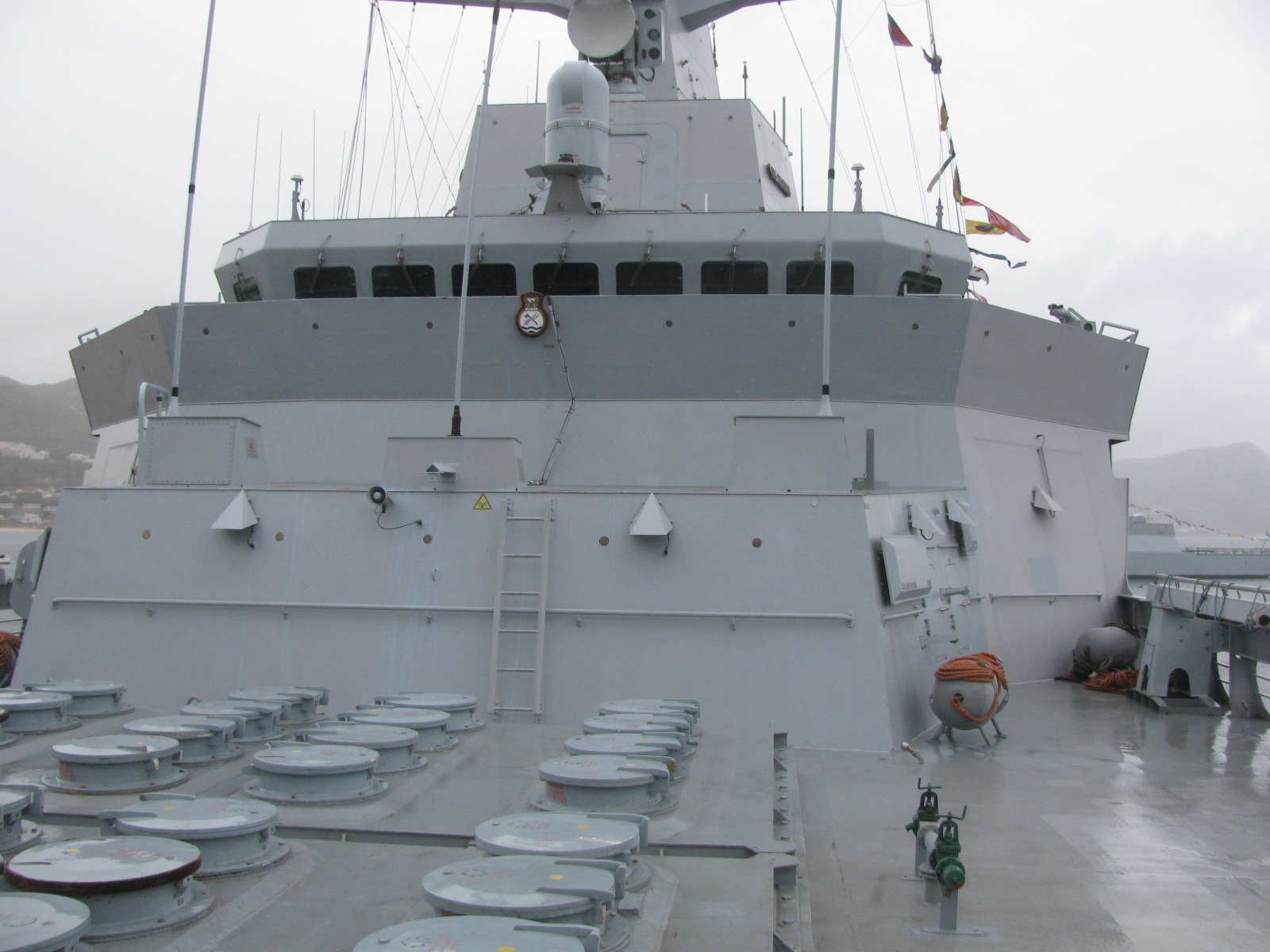
Una fregata della classe Valor della Marina sudafricana con 32 celle di lancio verticali contenenti missili Umkhonto IR Block 2

- Marina finlandese: denominazione locale ItO 2004 (Umkhonto-IR Block 2), montata su tutte e 4 le navi missilistiche di classe Hamina nel 2002 e sui 2 posamine di classe Hämeenmaa nel 2006.

 Sudafrica
- Marina sudafricana: blocco Umkhonto-IR 2 montato sulle fregate della classe Valor.

 Algeria
- Marina nazionale algerina : l'Umkhonto è stato selezionato dall'Algeria per l'uso sulle sue fregate Meko A-200 . 32x VLS per missili terra-aria Denel Umkhonto-IR equipaggeranno le due fregate MEKO 200.[3][7][8] La marina algerina ordinò dalla Germania due fregate Meko A-200, che dovevano essere equipaggiate con missili Umkhonto-IR Block 2. Queste navi sono dello stesso tipo delle fregate della classe Valor della Marina sudafricana.[9] Nel 2012 l'Algeria ha anche ordinato 100 missili terra-aria Umkhonto-IR per le fregate, secondo il SIPRI.[10]

## Utenti futuri
- Esercito sudafricano: l'esercito sudafricano intende utilizzare l'Umkhonto terrestre per i suoi requisiti di difesa aerea a corto e medio raggio.
- Marina egiziana : possibile acquisizione per le fregate MEKO A200

## Offerte non riuscite
Svezia
- Marina svedese: il governo svedese ha espresso interesse per il sistema Umkhonto-IR Block 2 per cinque corvette di classe Visby per un costo totale di circa 1 miliardo di corone svedesi.[11] A causa di vincoli di bilancio, nel 2008 è stata presa la decisione di eliminare il requisito SAM.

Bangladesh
- Marina del Bangladesh : Daewoo Shipbuilding &amp; Marine Engineering della Corea del Sud ha proposto questo sistema per la sua offerta di corvette per la gara di Corvette della Marina del Bangladesh nel 2011.

 Indonesia
- Marina indonesiana: il governo indonesiano era interessato al sistema Umkhonto-IR Block 2 per la classe SIGMA di corvette prodotte dalla olandese Damen. Invece è stato scelto il missile di difesa aerea di lancio verticale MICA.